# شهرستان یونیون (اورگن)
شهرستان یونیون، اورگن (به انگلیسی: Union County, Oregon) شهرستانی در ایالات متحده آمریکا است که در اورگن واقع شده‌است.

## خصوصیات
شهرستان یونیون ۵٬۲۸۱٫۰۲ کیلومترمربع مساحت دارد.